# Henutuati
Henutuatio Ta-Henutuati va ser una reina egípcia de la XX Dinastia. Era la Gran esposa reial de Ramsès V.

## Vida
Les propietats de Henutuati, així com també la de Tauerettenru, l'altra esposa de Ramsès V, s'esmenten al papir de Wilbour, un document datat al regnat de Ramsès V. Aquest document, de poc més de 10 metres de llarg, s'ocupa d’assumptes tributaris, proveïts de prospeccions topogràfiques que abasten 95 milles de terreny, a efectes de tributació i exempcions fiscals. Basant-se en aquest document, es creu que Henutuati era l'esposa d'aquest rei, tot i que és possible que dati d'un període anterior.

L'egiptòleg alemany Wolfram Grajetzki transcriu els jeroglífics escrits originalment en hieràtic de la manera següentː
| M23 | t · n | G7 | N41 · t · N33 | G7 | Z5 | Z5 | Z5 | s | G36 · r | t&A | H | W24 · t · Z5 | wa · a | U33 | i |